# 白木優子
白木 優子（しらき ゆうこ、1976年1月25日 - ）は、日本のAV女優。LINX所属。

## 略歴
2012年7月、マドンナ専属女優としてAVデビュー。
2016年、デビュー時よりバルドエージェンシー（マークスグループ）に所属していたが、グループの解散によりエムコム所属（LINXに営業委託）となり、後にLINX所属となった。
2015年5月29日、AV女優によるアイドルグループ「SEXY-J」の熟女部門“熟SEN”のメンバーとなり、7月22日には『元禄花見踊り』でソロCDデビュー。また、同じ“熟SEN”のメンバーである一条綺美香と「落花生」を結成。ユニット名を「オトナ。エスプレッソ」に改め、2016年8月25日にCDシングル『他人の関係/恋の季節』を発売。なお、「SEXY-J」は2017年12月19日のライブを以て解散。
2020年11月27日、クラブチッタ川崎で行われた「LADY MADONNA-拡大版-I saw her standing there～その時ハートは盗まれた～」で久々に『元禄花見踊り』を歌唱し、歌手としてライブステージを行った。
2020年12月、「FLASH 2020年現役最強セクシー女優BEST100」読者投票・熟女部門第3位選出。
2021年8月よりヴィーナスの専属女優となる。
2021年12月19日開催の総合格闘技大会『MARRION APPAREL presents Fighting NEXUS vol.25 in GEN SPORTS PALACE』でラウンドガールを務め、以降も同大会で定期的にラウンドガールを務めている。
2023年12月5日、自身のInstagramにて、アタッカーズ専属になったことを発表した。

## 人物
岐阜県出身。趣味は格闘技観戦。作品で騎乗位を行うために毎日スクワットを100回行っている。
幅の広い演技力から「ドラマモノの女王」の異名も持つ。
2022年10月26日に配信された自身のYouTubeチャンネルで、宣材写真のプロフィール欄などで、趣味・特技は料理とガーデニングとしていたが、料理もガーデニングも趣味と言えるほどやっておらず、現在の趣味は格闘技観戦であると告白した。

## 作品

### アダルトDVD / BD
| 発売日   | タイトル                                              | 規格品番 | 規格品番 | メーカー | 備考 |
| 発売日   | タイトル                                              | DVD      | BD       | メーカー | 備考 |
| -------- | ----------------------------------------------------- | -------- | -------- | -------- | ---- |
| 7月25日  | 人妻、初撮り。                                        | JUC-870  |          | マドンナ |      |
| 8月25日  | 人妻と野獣 〜私、たくましい男の人に犯られたいんです〜 | JUC-903  |          | マドンナ |      |
| 9月25日  | あなたへ 今晩、しおりの家に泊まります。               | JUC-925  |          | マドンナ |      |
| 10月25日 | 新居水浸し潮吹きセックス                              | JUC-956  |          | マドンナ |      |
| 11月25日 | 親戚一同に輪姦された未亡人                            | JUC-969  |          | マドンナ |      |
| 12月25日 | 人妻凌辱痴漢電車 〜羞恥に染められた淫猥通勤〜         | JUC-990  |          | マドンナ |      |

| 発売日   | タイトル                                                                                            | 規格品番 | 規格品番 | メーカー | 備考 |
| 発売日   | タイトル                                                                                            | DVD      | BD       | メーカー | 備考 |
| -------- | --------------------------------------------------------------------------------------------------- | -------- | -------- | -------- | ---- |
| 1月25日  | 白木優子の南の島に行きました。 素顔の初露出ドキュメント                                             | JUX-012  |          | マドンナ |      |
| 2月25日  | 人妻漂流レズ 〜無人島で芽生える欲情の雌花〜                                                         | JUX-027  |          | マドンナ |      |
| 3月25日  | 美熟女ソープ壺姫御殿                                                                                | JUX-042  |          | マドンナ |      |
| 4月25日  | 愛する夫のために… これから私、犯されます                                                            | JUX-056  |          | マドンナ |      |
| 5月25日  | 犯された人妻女上司                                                                                  | JUX-075  |          | マドンナ |      |
| 6月25日  | 原作 唄飛鳥×主演 マドンナ専属女優 侵蝕の刻 〜兄嫁の咽び〜                                           | URE-008  |          | マドンナ |      |
| 7月25日  | 人妻夜這い祭り 〜淫らな慣習に犯された人妻の秘めた性欲〜                                             | JUX-111  |          | マドンナ |      |
| 8月25日  | 衝撃解禁!! 黒人と美熟女                                                                             | JUX-131  |          | マドンナ |      |
| 9月25日  | 嫁姑レズ調教 〜寄生された嫁…涙の接吻調教〜 白木優子 三浦恵理子                                      | JUX-148  |          | マドンナ |      |
| 10月25日 | 帰郷義母 〜真夏に激しく求め合う汗だくの母子〜                                                       | JUX-174  |          | マドンナ |      |
| 11月25日 | 人妻奴隷中毒 〜ネットに晒された調教記録〜                                                           | JUX-195  |          | マドンナ |      |
| 12月25日 | Madonna10周年記念作品 マドンナ熟女祭 〜10年に1度の大祭を仕切るのは誰!? 愛液乱れ飛ぶ婦人会対抗の乱〜 | JUX-215  |          | マドンナ |      |

| 発売日   | タイトル                                                                                  | 規格品番 | 規格品番 | メーカー     | 備考                                 |
| 発売日   | タイトル                                                                                  | DVD      | BD       | メーカー     | 備考                                 |
| -------- | ----------------------------------------------------------------------------------------- | -------- | -------- | ------------ | ------------------------------------ |
| 1月7日   | 和装女将凌辱                                                                              | JUX-233  |          | マドンナ     |                                      |
| 2月7日   | あなた、許して…。－見透かされた想い－                                                     | ADN-010  |          | アタッカーズ |                                      |
| 2月7日   | 丸ごと! 白木優子8時間 〜優★遊★白書 めっちゃめちゃにハメまくり濃厚24本番BEST〜             | JUSD-536 |          | マドンナ     | 単体ベスト                           |
| 3月25日  | バイト先で知り合った素敵な奥さん                                                          | JUX-283  |          | マドンナ     |                                      |
| 4月25日  | 限定コラボ復活!! Fitchレーベル時代の超人気シリーズ×Madonna専属女優 僕にだけ優しい優子ママ | JUX-302  |          | マドンナ     |                                      |
| 5月25日  | 人妻ハイレグ羞恥                                                                          | JUX-326  |          | マドンナ     |                                      |
| 6月25日  | 日焼け 兄嫁の誘惑                                                                         | JUX-348  |          | マドンナ     |                                      |
| 8月1日   | 原作 同人サークル四畳半書房 母娘の檻 〜地獄の始まり〜                                     | AVOP-072 |          | マドンナ     | ※AV OPEN 2014 ヘビー級エントリー作品 |
| 8月25日  | 嫁の母                                                                                    | JUX-396  |          | マドンナ     |                                      |
| 9月25日  | 言いなり露出旅行                                                                          | JUX-419  |          | マドンナ     |                                      |
| 10月25日 | 綺麗な叔母さんが僕のアパートに泊まりに来て…                                               | JUX-442  |          | マドンナ     |                                      |
| 11月25日 | 週末奴隷 〜愛する夫のために他人に身を捧げる美人妻〜                                       | JUX-463  |          | マドンナ     |                                      |
| 12月25日 | 母の友人                                                                                  | JUX-485  |          | マドンナ     |                                      |

| 発売日   | タイトル                                                                            | 規格品番 | 規格品番 | メーカー     | 備考       |
| 発売日   | タイトル                                                                            | DVD      | BD       | メーカー     | 備考       |
| -------- | ----------------------------------------------------------------------------------- | -------- | -------- | ------------ | ---------- |
| 1月25日  | 今日、優子先生をクラス全員で輪姦します。                                            | JUX-509  |          | マドンナ     |            |
| 2月7日   | 声を出せない私 6 沈黙に犯されて                                                     | RBD-658  |          | アタッカーズ |            |
| 2月25日  | 丸ごと! 白木優子8時間 〜マドンナ絶対的エース一発入魂23本番!!〜                      | JUSD-611 |          | マドンナ     | 単体ベスト |
| 3月25日  | 夫は知らない 〜私の淫らな欲望と秘密〜                                               | JUX-552  |          | マドンナ     |            |
| 4月25日  | 今夜、妻の友達と二人きり…                                                           | JUX-576  |          | マドンナ     |            |
| 5月13日  | 熱帯夜 白木優子                                                                     | MEYD-021 |          | 溜池ゴロー   |            |
| 6月25日  | 隣の奥さんと卑猥なかくれんぼ                                                        | JUX-625  |          | マドンナ     |            |
| 7月25日  | ヤラしい義父の嫁いぢり お義父さん、もう許して下さい…                                | JUX-645  |          | マドンナ     |            |
| 8月25日  | 白木優子 剃毛解禁!! パイパン人妻痴漢電車 〜全てを晒す辱めと悦びに堕ちて〜           | JUX-668  |          | マドンナ     |            |
| 9月25日  | オルガ×マドンナ 初コラボ! 人妻逢瀬 〜愛欲に飢えた妖艶なる肉体〜                     | JUX-690  |          | マドンナ     |            |
| 10月25日 | 同人作家・かるきや原作 友母調教 ボクの母さんは試験期間中の3日間、同級生の玩具になる | URE-028  |          | マドンナ     |            |
| 11月25日 | 叔母の誘惑 〜めくるめく快感に僕を狂わせる妖艶な肉体〜                               | JUX-737  |          | マドンナ     |            |
| 12月25日 | 引っ越しのバイト先で出会った浮きブラ奥さん                                          | JUX-758  |          | マドンナ     |            |

| 発売日   | タイトル | 規格品番 | 規格品番 | メーカー | 備考       |
| 発売日   | タイトル | DVD      | BD       | メーカー | 備考       |
| -------- | --- | -------- | -------- | -------- | ---------- |
| 1月25日  | 夫とのセックスも日課のオナニーも1ヵ月禁止!! 白木優子が欲求不満MAXで挑む禁欲解放イキまくり3本番                        | JUX-779  |          | マドンナ |            |
| 2月25日  | ドM一家の嫁 | JUX-800  |          | マドンナ |            |
| 3月25日  | 奪われた兄嫁 〜義弟が施す被虐の快感に狂わされて〜                                                                     | JUX-822  |          | マドンナ |            |
| 4月25日  | 真性中出し解禁!! 女教師優子の筆下ろし性教育指導 〜私の中でトライして〜                                                | JUX-844  |          | マドンナ |            |
| 5月25日  | 夫の上司に犯され続けて7日目、私は理性を失った…。                                                                      | JUX-871  |          | マドンナ |            |
| 7月1日   | 淫語で誘う寸止め焦らし痴女 〜俺を生殺しにして愉しむ息子の担任〜                                                       | JUFD-609 |          | Fitch    |            |
| 7月7日   | 丸ごと! 白木優子8時間 〜食べ頃! 特上美熟女の密着性交24本番〜                                                          | JUSD-710 |          | マドンナ | 単体ベスト |
| 8月7日   | 人妻同居レズ 長男の嫁、次男の嫁 白木優子 たかせ由奈                                                                   | JUX-931  |          | マドンナ |            |
| 9月7日   | 人生で一番膣奥を貫かれたあの日から…。                                                                                 | JUX-957  |          | マドンナ |            |
| 10月13日 | 私を襲った逃げ場無き凌辱の日々…。                                                                                     | JUX-984  |          | マドンナ |            |
| 11月13日 | 夢のマドンナ大共演!! 美熟女が行く一泊二日のレズ大乱交バスツアー!!                                                     | JUY-004  |          | マドンナ |            |
| 12月13日 | 祝 ながえSTYLE10周年記念 ながえSTYLE×マドンナ 極上NTRコラボ!! はじめてのねとられ 〜大切な妻を隣の旦那に奪わせました〜 | JUY-031  |          | マドンナ |            |

| 発売日   | タイトル                                                                              | 規格品番 | 規格品番 | メーカー     | 備考       |
| 発売日   | タイトル                                                                              | DVD      | BD       | メーカー     | 備考       |
| -------- | ------------------------------------------------------------------------------------- | -------- | -------- | ------------ | ---------- |
| 1月13日  | 暴風雨 親戚の優子おばさんと二人だけの夜                                               | JUY-062  |          | マドンナ     |            |
| 1月25日  | 町内会の温泉旅行に参加したら、欲求不満な奥様14人と男は僕1人だけ。                     | JUY-070  |          | マドンナ     |            |
| 2月13日  | 僕の寝込みを襲ってきた性欲旺盛な優子義姉さんの逆夜這い誘惑                            | JUY-088  |          | マドンナ     |            |
| 3月13日  | 夫の目の前で犯されて －淫魔のいけにえ－                                               | ADN-122  |          | アタッカーズ |            |
| 5月7日   | 密着セックス 息子の担任と母親の背徳関係                                               | JUY-141  |          | マドンナ     |            |
| 6月1日   | 白木優子のガチ酔い飲み会ドキュメント まさかのお持ち帰りハメ撮り映像収録!!             | JUY-163  |          | マドンナ     |            |
| 7月1日   | 息子の友達の勃起チ○ポが欲しくて堪らないオシャブリ中毒母さん                           | JUY-192  |          | マドンナ     |            |
| 7月25日  | 丸ごと! 白木優子SPECIAL 16時間 〜マドンナの看板美熟女が全身全霊で乱れる全27本番BEST〜 | JUSD-753 |          | マドンナ     | 単体ベスト |
| 8月7日   | もう一度犯されたくて、私は今日も罪を重ねる…。                                         | JUY-217  |          | マドンナ     |            |
| 9月13日  | 夫に気づかれるほどに濡れて…。 〜同級生に犯され続けた日々〜                            | JUY-240  |          | マドンナ     |            |
| 10月13日 | 全身性感帯の人妻と中年オイルマッサージ師                                              | JUY-267  |          | マドンナ     |            |
| 11月13日 | じっくり甘えさせた後に激変! 言葉で僕を犯す変態淫語ママ                                | JUFD-818 |          | Fitch        |            |
| 12月7日  | 失禁観賞 頭が真っ白になるほどの羞恥と快感                                             | JUY-321  |          | マドンナ     |            |
| 12月19日 | 午後三時の団地妻                                                                      | SHKD-773 |          | アタッカーズ |            |

| 発売日   | タイトル | 規格品番 | 規格品番 | メーカー   | 備考       |
| 発売日   | タイトル | DVD      | BD       | メーカー   | 備考       |
| -------- | --- | -------- | -------- | ---------- | ---------- |
| 2月1日   | 拒みきれない肉体の疼き | JUY-369  |          | マドンナ   |            |
| 2月19日  | セックスレス解消の為に夫が極秘で入手した 超強力媚薬を胃薬と間違えて飲んでしまった義理の母子                                       | JUY-398  |          | マドンナ   |            |
| 3月25日  | ぐっしょり濡れたシーツ 再会から始まる激情性交                                                                                     | JUY-429  |          | マドンナ   |            |
| 4月13日  | 羞恥に濡れた、ランジェリー。 | JUY-457  |          | マドンナ   |            |
| 5月7日   | 人妻の告白 〜誰にも言えない秘めた性欲と懺悔〜                                                                                     | JUY-486  |          | マドンナ   |            |
| 6月7日   | 丸ごと! 白木優子16時間 〜白木の前に道は無し白木の後に道はできる 怒涛の全32本番BEST〜                                              | JUSD-789 |          | マドンナ   | 単体ベスト |
| 6月13日  | 本番なしのマットヘルスに行って出てきたのは隣家の高慢な美人妻。 弱みを握った僕は本番も中出しも強要! 店外でも言いなりの性奴隷にした | MEYD-378 |          | 溜池ゴロー |            |
| 7月25日  | 標的を愛してしまった 人妻潜入捜査官                                                                                               | JUY-557  |          | マドンナ   |            |
| 8月25日  | 今日から奥さんを、寸止め生殺しの刑にします。                                                                                      | JUY-585  |          | マドンナ   |            |
| 9月25日  | 入院先で働く叔母に我慢できず 勃起チ○ポの性処理をお願いしたらこっそり世話をしてくれて…。                                           | JUY-625  |          | マドンナ   |            |
| 10月25日 | 貞淑妻の五感を極限まで刺激する脳イキ性交                                                                                          | JUY-654  |          | マドンナ   |            |
| 11月25日 | 絶望受胎 ～私は×××の子を身籠りました～                                                                                            | JUY-683  |          | マドンナ   |            |
| 12月25日 | マドンナ15周年記念超大作!! ジャンボドリーム大共演!! 100億を拾った男と10人の美熟女 人生逆転 ハーレム豪遊生活                       | JUY-703  |          | マドンナ   |            |

| 発売日  | タイトル | 規格品番 | 規格品番 | メーカー | 備考                            |
| 発売日  | タイトル | DVD      | BD       | メーカー | 備考                            |
| ------- | --- | -------- | -------- | -------- | ------------------------------- |
| 1月7日  | 北風吹く冬の日、こたつと叔母さんの温もりを感じながら筆下ろされた僕。 | JUY-721  |          | マドンナ |                                 |
| 2月1日  | 栄光からの転落… 100億の負債を背負った僕に降りかかった悲劇 〜10人の美熟女に犬として調教され続ける日々…。〜 | AVOP-464 |          | マドンナ | ※AV OPEN 2018 人妻・熟女部門2位 |
| 2月7日  | 四六時中、娘婿のデカチ○ポが欲しくて堪らない義母の誘い | JUY-751  |          | マドンナ |                                 |
| 3月7日  | 唾液の糸が絡みあう大人の接吻性交 | JUY-782  |          | マドンナ |                                 |
| 4月7日  | 近親相姦のマエストロ タカスギコウ原作 奪姦 背徳の母子相姦に濡れる美母達の痴態を忠実に実写化!! | URE-049  |          | マドンナ |                                 |
| 5月7日  | 生意気な年下社長を更生させるインテリ淫語ガーター秘書 | JUY-844  |          | マドンナ |                                 |
| 6月7日  | 「ねぇ? あなた、本当に童貞なの?」 〜童貞詐欺にイカされ続けた人妻〜 | JUY-870  |          | マドンナ |                                 |
| 7月7日  | 妻のお姉さんの大胆不敵な寝取り誘惑 声を出せずに悶絶射精してしまった僕 | JUY-903  |          | マドンナ |                                 |
| 8月7日  | こんな私でも好きになってくれるなら…。 年の差性交に濡れる女上司 ―肉欲の逢瀬― | JUY-932  |          | マドンナ |                                 |
| 9月7日  | 妻には口が裂けても言えません、義母さんを孕ませてしまったなんて…。 ―1泊2日の温泉旅行で、我を忘れて中出ししまくった僕。― | JUY-967  |          | マドンナ |                                 |
| 10月7日 | 一つ屋根の下、綺麗な叔母さんと汗だく4畳半同居生活。 | JUL-003  |          | マドンナ |                                 |
| 11月7日 | 【閲覧注意】ドM男以外は見てはいけない逆レ×プ話 バイト先の飲み会帰り… 終電を逃した僕は、同僚の白木さんの家に泊まらせてもらう事に。 旦那は単身赴任中らしく淡い期待を胸に秘めて 向かったのだが、物静かだった白木さんが突如ドS化。 嵐のような淫語と痴女責めで、精子だけでなく魂まで抜かれてしまった時の話です。 | JUL-027  |          | マドンナ |                                 |
| 12月7日 | 酒乱ピストン 追撃 絶頂 親戚一同の飲み会、プレステージ酒に酔った義弟に幾度となくイカされた私―。 | JUL-065  |          | マドンナ |                                 |

| 発売日  | タイトル                                                                                 | 規格品番 | 規格品番 | メーカー | 備考 |
| 発売日  | タイトル                                                                                 | DVD      | BD       | メーカー | 備考 |
| ------- | ---------------------------------------------------------------------------------------- | -------- | -------- | -------- | ---- |
| 1月7日  | 幼い頃から大好きだった彼女のお母さんと 布団の中でこっそり密着スローSEX                   | JUL-100  |          | マドンナ |      |
| 2月7日  | 部下が疲れて眠りにつく時、厳しい女上司が、素顔を見せて…。 残業後に始まる、逆夜這い性交。 | JUL-128  |          | マドンナ |      |
| 3月7日  | 僕の朝勃ちチ○ポに毎朝襲いかかってくる目覚まし中出し淫語義母                              | JUL-163  |          | マドンナ |      |
| 4月7日  | 女には墓場まで持っていくと決めた秘密がある。 ―息子の血液型を隠し続ける母―                | JUL-190  |          | マドンナ |      |
| 5月7日  | 今夜、僕は童貞を捨てられるかもしれない―。                                                | JUL-222  |          | マドンナ |      |
| 6月7日  | 田舎痴女 ～あの日から僕は、暇を持て余す肉食妻の獲物になった。～                          | JUL-249  |          | マドンナ |      |
| 7月7日  | 永遠に終わらない、中出し輪姦の日々。                                                     | JUL-279  |          | マドンナ |      |
| 8月7日  | 出張先のビジネスホテルでずっと憧れていた女上司とまさかまさかの相部屋宿泊                 | JUL-286  |          | マドンナ |      |
| 9月7日  | 潔癖症のM男を発狂させる、無神経な隣の痴女人妻                                            | JUL-312  |          | マドンナ |      |
| 10月7日 | マジックミラーNTR 取引先の男と最愛の妻、鏡越しの略奪愛―。                                | JUL-341  |          | マドンナ |      |
| 11月7日 | 『今日は妻にこんな格好で荷物を受け取ってもらいました―。』                                | JUL-371  |          | マドンナ |      |
| 12月7日 | 「条件は3日間、撮影し続けること。」 「映像学科の僕は隣人夫婦にSEXの撮影を依頼されて―。」 | JUL-400  |          | マドンナ |      |

| 発売日   | タイトル | 規格品番 | 規格品番 | メーカー | 備考       |  |
| 発売日   | タイトル | DVD      | BD       | メーカー | 備考       |  |
| -------- | --- | -------- | -------- | -------- | ---------- |  |
| 1月7日   | 人妻清掃員と新入社員、肉欲に溺れた年の差不倫。 | JUL-437  |          | マドンナ |            |  |
| 2月7日   | 大停電の夜に憧れの義母さんと二人きり…。 アクシデントから始まる、一夜の中出し不貞関係―。                                                             | JUL-469  |          | マドンナ |            |  |
| 3月7日   | 白木優子 Madonna専属100作品記念特別版!! 温泉旅館に宿泊している男性客の精子ぜんぶヌいてみた―。 【祝】100本記念サプライズ&100の質問の特典映像も収録!! | JUL-486  | 9JUL-486 | マドンナ | 単体ベスト |  |
| 4月7日   | 息子の友達の制御不能な絶倫交尾でイカされ続けて… | JUL-533  |          | マドンナ |            |  |
| 5月13日  | 溜池ゴロー15周年YEARコラボ第4弾 友人の母 息子の友人に犯され、幾度もイカされてしまったんです…                                                        | MEYD-672 |          | マドンナ | 溜池ゴロー |  |
| 6月7日   | 真面目でお堅い友達の母・優子さんは 僕の金玉がすっからかんになるまで 精液を絞り取るほどの超絶倫だった…。                                             | JUL-608  |          | マドンナ |            |  |
| 7月7日   | 白木優子 大人の流儀 積み重ねたスキルと経験。女優・白木優子に迫る、ドキュメンタリードラマ。                                                          | JUL-644  |          | マドンナ |            |  |
| 8月7日   | 祝VENUS専属決定!「おばさんの下着で興奮するの?」 脱ぎたてのパンティで甥っ子の精子を一滴残らず搾りとる叔母                                            | VENX-062 |          | VENUS    |            |  |
| 9月14日  | 父が出かけて2秒でセックスする母と息子 | VENX-072 |          | VENUS    |            |  |
| 10月12日 | もう息子なしでは生きていけない…。 母親が絶頂100回突破するエロス極限トランス中出し                                                                   | VENX-079 |          | VENUS    |            |  |
| 11月9日  | パートから帰ってきた母親のツンと鼻をつく汗の匂いで理性を失った息子 白木優子                                                                         | VENX-087 |          | VENUS    |            |  |
| 12月14日 | 上京した息子と月に1度の遠距離相姦 今月もまた私はあの子に抱かれに行く―。 白木優子                                                                    | VENX-096 |          | VENUS    |            |  |

| 発売日   | タイトル | 規格品番 | 規格品番 | メーカー              | 備考 |
| 発売日   | タイトル | DVD      | BD       | メーカー              | 備考 |
| -------- | --- | -------- | -------- | --------------------- | ---- |
| 1月11日  | 誘拐NTR 愛する妻が犯人に寝取られた 白木優子 | VEC-512  |          | VENUS                 |      |
| 2月8日   | 絶対に逆らえないおばさん面接官にイカされまくる中出し採用試験 白木優子                                                                             | VEMA-175 |          | VENUS                 |      |
| 3月8日   | 甘え上手な人妻がラブラブご奉仕 恋人気分で中出しソープ 白木優子                                                                                    | VAGU-244 |          | VENUS                 |      |
| 4月12日  | ママ友に裏切られてクソ底辺な男に中出しされる人妻 白木優子                                                                                         | VEC-525  |          | VENUS                 |      |
| 5月10日  | 媚薬を飲んで感度100倍 母と息子が狂ったように求めあう濃厚中出しセックス 白木優子                                                                   | VENX-136 |          | VENUS                 |      |
| 6月14日  | 従順で下品で淫乱で… 呼べばすぐに性処理しに来てくれて 中出しOKな都合良すぎるボク専用の肉オナホは バイト先で働く人気ナンバーワンのパート妻 白木優子 | VEC-532  |          | VENUS                 |      |
| 7月19日  | 優子先生が赤ちゃん言葉で好きなだけ甘えさせてくれる おとなの中出し保育園 白木優子                                                                  | VAGU-248 |          | VENUS                 |      |
| 8月4日   | 友達の母親 ～最終章～ 白木優子 | HTHD-201 |          | センタービレッジ/花園 |      |
| 8月16日  | 美乳と膣内を粘着マッサージでまさぐられ失禁するほどイカされる 人妻性感中出しサロン 夫のために綺麗になりたかっただけなのに―。 白木優子              | VEC-544  |          | VENUS                 |      |
| 9月1日   | 「初めてがおばさんと生じゃいやかしら?」 童貞くんが人妻熟女と最高の筆下ろし性交 白木優子                                                           | CHERD-86 |          | センタービレッジ/花園 |      |
| 9月20日  | 美人女教師の彼女はクラスの担任で部活の顧問でボクの恋人 ～年上彼女と朝から晩まで禁断情熱中出しSEX～ 白木優子                                       | VEMA-189 |          | VENUS                 |      |
| 10月6日  | 娘が不在中、娘の彼氏に無理やり中出しされ発情した彼女の母親 白木優子                                                                               | KEED-78  |          | センタービレッジ/花園 |      |
| 10月18日 | 先輩の奥さんと即ハメW不倫 最高の浮気相手と時間の許す限りフルでまぐわう会ったらヤルだけ中出しセックス 白木優子                                     | VEC-556  |          | VENUS                 |      |
| 11月3日  | ノーブラ浮き乳首を攻められて乳首イキ依存症になった母 白木優子                                                                                     | HONE-277 |          | センタービレッジ/花園 |      |
| 11月15日 | 焦らすのが大好きな母親は寸止めテクニシャン 我が子を淫行ペットにする射精コントロール性交 白木優子                                                  | VENX-180 |          | VENUS                 |      |
| 12月1日  | 声が出せない絶頂授業で10倍濡れる人妻教師 白木優子                                                                                                 | IQQQ-36  |          | センタービレッジ/是空 |      |
| 12月20日 | 転生したら推しの子だった ～AVエリートの俺と人気セクシー女優の母が極秘で楽しむ非人道的プライベートセックス～ 白木優子                              | VAGU-252 |          | VENUS                 |      |

| 発売日   | タイトル | 規格品番 | 規格品番 | メーカー                | 備考 |
| 発売日   | タイトル | DVD      | BD       | メーカー                | 備考 |
| -------- | --- | -------- | -------- | ----------------------- | ---- |
| 1月5日   | 「母さんみたいなおばさんが好きなの?」 熟女AVを見てるのがバレたら母親に中出ししてた 白木優子                         | FERA-165 |          | センタービレッジ/楽園   |      |
| 1月24日  | 近ごろ豊満な熟女体型を気にしはじめた嫁の母が恥じらう姿に僕は勃起してしまった 白木優子                               | VENX-194 |          | VENUS                   |      |
| 2月2日   | ホテルで働く淫乱コンシェルジュの中出し接客サービス 白木優子                                                         | MESU-107 |          | センタービレッジ / 紅雪 |      |
| 2月21日  | 体の相性が最高すぎる夫の連れ子と都合の良い女の三日三晩あやまちセックス 白木優子                                     | VENX-198 |          | VENUS                   |      |
| 3月2日   | 抜かずの六発中出し 近親相姦密着交尾 白木優子                                                                        | NUKA-62  |          | センタービレッジ/ 是空  |      |
| 4月18日  | スクール男子を虜にさせる淫乱保健医の中出し診察室 白木優子                                                           | VEMA-199 |          | VENUS                   |      |
| 5月16日  | 突然押しかけてきた嫁の姉さんに抜かれっぱなしの1泊2日 白木優子                                                       | VENX-211 |          | VENUS                   |      |
| 5月25日  | 生意気で大嫌いな息子に犯され続けて屈辱支配された母親 白木優子                                                       | FERA-172 |          | センタービレッジ/ 楽園  |      |
| 6月29日  | わからせおばさんの悩殺ワキ固め ～年増を舐めてる少年は大人の色気で堕とします～ 白木優子                              | FERA-174 |          | センタービレッジ/ 楽園  |      |
| 7月11日  | 父親が連れてきた再婚相手は僕が入院中に憧れていたナースの優子さんだった。嫉妬勃起中出し性交 白木優子                 | VEMA-204 |          | VENUS                   |      |
| 8月8日   | 単身赴任で独り暮らしの僕を中出し誘惑してくる大家の奥さん 白木優子                                                   | VEC-604  |          | VENUS                   |      |
| 8月24日  | M男クンのお宅に白木優子がお泊まりしてにっこり笑顔でグイグイ攻める甘サド搾精中出しセックス                           | EUUD-41  |          | センタービレッジ/ 聚楽  |      |
| 9月12日  | 息子は煩悩まみれの肉食獣―。首絞め・イラマ・固定バイブで完全メス堕ちする母親 白木優子                                | VENX-231 |          | VENUS                   |      |
| 9月28日  | 妖艶な人妻の涎だらだらベロキスと極濃つゆだく中出しセックス 白木優子                                                 | EUUD-42  |          | センタービレッジ/ 聚楽  |      |
| 10月10日 | 浮気がバレた絶倫ヤリチン夫を説教しにきた嫁の親友 白木優子                                                           | VEC-616  |          | VENUS                   |      |
| 10月26日 | お堅い役所の女性職員に攻められっぱなしの中出し生活相談 私を女王様とお呼びなさい―。 白木優子                         | MESU-117 |          | センタービレッジ/ 紅雪  |      |
| 11月14日 | 恥辱のマネキン夫人 ～部下に裏切られた夫、夫に裏切られた妻～ 白木優子                                                | VAGU-263 |          | VENUS                   |      |
| 11月30日 | 息子の我武者羅クンニがドストライク! 気持ち良過ぎてそのままセックスしてみたら相性抜群で中出し相姦しまくった 白木優子 | FERA-184 |          | センタービレッジ/ 楽園  |      |

| 発売日   | タイトル | 規格品番 | 規格品番 | メーカー         | 備考       |
| 発売日   | タイトル | DVD      | BD       | メーカー         | 備考       |
| -------- | --- | -------- | -------- | ---------------- | ---------- |
| 1月2日   | 娘の彼氏に抱かれた私。 無理矢理押し倒されたあの日からヤリまくった話 白木優子                                                      | ADN-518  |          | アタッカーズ     |            |
| 1月2日   | S級熟女コンプリートファイル 白木優子 6時間                                                                                        | VEQ-241  |          | VENUS            | 単体ベスト |
| 1月16日  | 「アナタとヤリたい…!」 1年禁欲した中年夫婦のヤリまくり汗ダク性交 白木優子                                                         | MEYD-875 |          | 溜池ゴロー       |            |
| 2月6日   | 息子の親友と最初で最後のお泊まりデート。 白木優子                                                                                 | YUJ-013  |          | アタッカーズ     |            |
| 2月20日  | サ妻 野外テントサウナでイキタイ人妻。 白木優子                                                                                    | MEYD-883 |          | 溜池ゴロー       |            |
| 3月7日   | 白木優子 First Best 7作品8時間2枚組                                                                                               | ABBA-626 |          | センタービレッジ | 単体ベスト |
| 3月26日  | 女同士のオーガズム 野外露出レズビアン 白木優子 弥生みづき                                                                         | CEMD-500 |          | セレブの友       |            |
| 4月9日   | 全裸ヘリコプター野外露出SEX 5 白木優子                                                                                            | CEMD-509 |          | セレブの友       |            |
| 4月23日  | 男をいじめると感じる女子は実在する 8 白木優子                                                                                     | CEMD-518 |          | セレブの友       |            |
| 5月14日  | 恥辱、陵辱、とびっこ装着・繁華街デート! 17 白木優子                                                                               | CEMD-523 |          | セレブの友       |            |
| 5月28日  | 白木優子を本気で酔わせたら ～ 性欲暴走リアルSEXドキュメント                                                                       | CEMD-532 |          | セレブの友       |            |
| 6月11日  | 「一切しゃべるの禁止!」 どうしても漏れるアエギ声と濡れたマ○コの音響くSEX 2 白木優子                                               | CEMD-538 |          | セレブの友       |            |
| 6月25日  | 「一般男性のみなさん! 私をイカせまくって下さい!」～街頭で見つけた素人男性に壊れるほどイカされまくったSEXドキュメント～ 5 白木優子 | CEMD-544 |          | セレブの友       |            |
| 7月9日   | 人生初のイチャラブ中出しハメ撮りデート 白木優子                                                                                   | CEMD-551 |          | セレブの友       |            |
| 7月16日  | S級熟女コンプリートファイル 白木優子 6時間 其之弐                                                                                 | VEQ-251  |          | VENUS            | 単体ベスト |
| 8月13日  | 悶絶! 絶頂! ド淫乱オナニーselection 白木優子                                                                                      | CEAD-618 |          | セレブの友       |            |
| 8月27日  | お義母さん、にょっ女房よりずっといいよ… 白木優子                                                                                  | ALDN-352 |          | タカラ映像       |            |
| 9月24日  | 義母さんだって孕みたい。 白木優子                                                                                                 | ALDN-362 |          | タカラ映像       |            |
| 10月22日 | あん時のセフレは 彼女の母親 白木優子                                                                                              | ALDN-375 |          | タカラ映像       |            |
| 11月26日 | 中出しの快楽に堕ちた妻 白木優子                                                                                                   | ALDN-389 |          | タカラ映像       |            |
| 12月24日 | 憧れの女上司と 白木優子 | MOND-284 |          | タカラ映像       |            |

| 発売日  | タイトル                                                       | 規格品番 | 規格品番 | メーカー         | 備考       |
| 発売日  | タイトル                                                       | DVD      | BD       | メーカー         | 備考       |
| ------- | -------------------------------------------------------------- | -------- | -------- | ---------------- | ---------- |
| 1月2日  | 白木優子 Complete Best 47シーン28中出し42発射 14作品8時間2枚組 | ABBA-658 |          | センタービレッジ | 単体ベスト |
| 1月28日 | たびじ 母と子のふたり旅 白木優子                               | ALDN-413 |          | タカラ映像       |            |
| 2月25日 | かぁさんと呼ばせて… 白木優子                                   | ALDN-427 |          | タカラ映像       |            |
| 3月25日 | 嫁の母と俺の父 白木優子                                        | ALDN-439 |          | タカラ映像       |            |
| 4月22日 | 親父の後妻からの中出し要求 白木優子                            | ALDN-453 |          | タカラ映像       |            |
| 4月22日 | 白木優子 まるごと完全収録8時間59分BEST                         | CEMD-677 |          | セレブの友       | 単体ベスト |
| 5月23日 | 腰をグラインドさせながらイキ狂い! 『ディルドオナニー』         | CEAD-684 |          | セレブの友       |            |
| 5月27日 | 女社長の性欲 白木優子                                          | ALDN-465 |          | タカラ映像       |            |
| 6月24日 | ネトラレーゼ 妻が、土建屋の男達に寝盗られた話し 白木優子       | NTRD-125 |          | タカラ映像       |            |
| 7月22日 | お前の嫁って最高だな 白木優子                                  | ALDN-484 |          | タカラ映像       |            |

### アダルトVR
| 発売日  | タイトル | 品番     | メーカー | 備考   |        |
| 2019年  | 2019年 | 2019年   | 2019年   | 2019年 | 2019年 |
| ------- | --- | -------- | -------- | ------ | ------ |
| 1月4日  | 白木優子初VR!! 欲求不満な隣の奥さんに弱みを握られた僕は毎日様々な方法で寸止め射精管理! 焦らしに焦らされ続けお預けを食らいながらも最後は御褒美の一発入魂中出し! | JUVR-001 | マドンナ |        |        |
| 2020年  | |          |          |        |        |
| 2月21日 | 刺激を求めて誘惑してくる欲求不満な万引き奥さんのストレス発散SEXで弄ばれるバイトの僕                                                                            | JUVR-042 | マドンナ |        |        |

### イメージDVD / BD
| 発売日  | タイトル                                | 規格品番  | 規格品番  | メーカー               | 備考           |
| 発売日  | タイトル                                | DVD       | BD        | メーカー               | 備考           |
| 2016年  | 2016年                                  | 2016年    | 2016年    | 2016年                 | 2016年         |
| ------- | --------------------------------------- | --------- | --------- | ---------------------- | -------------- |
| 7月29日 | 妻美喰い ～おねだりワイフ～ 白木優子    | R-654     |           | オルスタックソフト販売 |                |
| 2020年  |                                         |           |           |                        |                |
| 3月5日  | Yuko 麗しき高嶺の花                     | REBD-447  | REBDB-433 | REbecca                | [ 17 ]         |
| 2021年  |                                         |           |           |                        |                |
| 3月26日 | AV女優 白木優子                         | SXAR-005  | SXAR-005B | スパークビジョン       |                |
| 2023年  |                                         |           |           |                        |                |
| 1月26日 | AV女優 ～セクシー女優10人の裸エプロン～ | SXAR-031  | SXAR-031B | スパークビジョン       | オムニバス作品 |
| 2024年  |                                         |           |           |                        |                |
| 4月28日 | secret travel 白木優子                  | NNSSA-023 | NNSBD-023 | oldman par             |                |

### 写真集
- White YUKO（2012年10月17日、双葉社、撮影：横山こうじ）ISBN 978-4-575-30466-4 [18]
- 艶ぱら（2016年9月10日、竹書房、撮影：マキハラススム）ISBN 978-4-8019-0851-2 [19]
- 白木優子写真集 secret travel（2024年4月26日、ジーウォーク、撮影：天野功）ISBN 978-4-86717-693-1 [20]

### ポーズ集
- 美熟ヌードポーズ集（2017年2月14日、双葉社、撮影：佐藤まさよし） ISBN 978-4-575-31219-5 [21]

### デジタル写真集
- 柔肌の美熟女さん 白木優子（2018年12月20日、小学館、撮影：西田幸樹）[22]
- Yuko 麗しき高嶺の花（2021年2月12日、REbecca）
- 熟女美人 白木優子（2021年3月5日、FANZA BEAUTY COLLECTION）※FANZA限定配信。
- 白木優子（2021年6月3日、スパークビジョン）
- 濃厚SHOT 白木優子（2022年2月16日、デジタルピーチ）
- れいむ 白木優子 vol.01～vol.4（2024年5月31日、ジーウォーク、撮影：天野功）

### CD
- 元禄花見踊り（2015年7月22日、バウンディ、DDCZ-2037）
- Battle With Oneself（2022年12月9日、Desert Air Records、APCS-1036）

## 出演

### オリジナルビデオ
- 隣人想姦 人妻の償いと欲望（2013年6月4日、アースゲート） - 「玲華」役（主演）
- 夜王烈伝 愛のカリスマを目指す男（2024年12月4日、ネクスタシーEX、シネマファスト）※レンタルのみ[23]

### 成人映画
- 四十路熟女 性処理はヒミツ（2015年3月27日公開、オーピー映画、監督:竹洞哲也、脚本:小松公典） - 「栗栖さくら」役（主演）　※『崖っぷちの熟女たち』（DVD）、『白木優子の熟女の恋、指輪をはめたい!』（チャンネルNECO）
- 熟女ヴァージン 揉まれて港町（2017年4月28日公開、オーピー映画、監督:竹洞哲也、脚本:深澤浩子） - 「藤森和子」役（主演）
- まぶしい情愛 抜かないで…（2017年12月8日公開、オーピー映画） - 「藤野美奈子」役
- おっとり姉さん 恥骨で誘う（2018年2月9日、オーピー映画、監督:竹洞哲也） - 「遠藤踊」役[24]
- 熟女の誘惑 入れ食いの宿（2018年9月7日、オーピー映画） - 「会川芳子」役（主演）
- 田園日記 アソコで暮らそう（2018年11月30日、オーピー映画） - 「長崎宏美」役（主演）[25]

### 一般映画
- リング リング（2016年8月20日公開、オーピー映画）※『四十路熟女 性処理はヒミツ』の一般公開編集版
- 出会ってないけど、さようなら（2017年7月1日、オーピー映画）※『熟女ヴァージン 揉まれて港町』の一般公開編集版[26]
- 遠藤家遺産戦争（2018年8月、オーピー映画）※『おっとり姉さん 恥骨で誘う』の一般公開編集版[27]
- 未来の足音（2018年9月10日公開、オーピー映画）※『まぶしい情愛 抜かないで…』の一般公開編集版
- 長崎家の崩壊（2019年8月25日、オーピー映画）※『田園日記〜』の一般公開用編集版[28]

### テレビ
- おとなの子守唄（2013年7月5日、サンテレビ） - 「夜の診察室」コーナーゲスト
- せんべろ女とホルモンおやじ #9（2013年9月24日、フジテレビワンツーネクスト）
- 他人のSEXで生きてる人々 #7（2014年4月13日、NOTTV）
- チャンネル生回転TV Midnightザップ!（2016年3月7日、BSスカパー!）
- ケンコバのバコバコテレビ（2016年5月6日,13日、サンテレビ）
- W女優おんせん #14,#15（2016年6月、エンタメ〜テレ）
- 桃色Y談 裏キングSHOW #5（2018年12月13日、BSスカパー!）
- 誘女、派遣します episode49,50（2019年12月27日,2020年1月24日、V☆パラダイス）

### ウェブテレビ
- AV紳士 第5夜（2019年5月、ピクションシネマ）
- ロンドンハーツABEMA特別編（2022年5月31日、ABEMA）アンケート協力[29]

### MV
- 「民法第709条」ミオヤマザキ（2014年、エピックレコードジャパン）[30]

### イベント
音楽イベント
- レディマニア（2017年7月7日、東京・渋谷REX）[31]
- LADY MADONNA -拡大版-（2017年10月19日、神奈川・CLUB CITTA川崎'）[32]
- LADY MADONNA -拡大版- I saw her standing there ～その時ハートは盗まれた～（2020年11月27日、神奈川・CLUB CITTA'川崎）
- LADY MADONNA -拡大版-（2021年11月25日、神奈川・CLUB CITTA'川崎）[33]

トークイベント
- これでもかっ! オールスターAV女優 XXX Night! vol.8（2016年3月29日、東京・新宿ロフトプラスワン）- 司会アシスタントとして出演[34]。
- お酒大好き女優・大忘年会（2018年12月27日、東京・阿佐ヶ谷ロフトA）[35]
- MARRIONプレゼンツ「美熟女AV女優ナイト Vol.3」（2019年2月28日、東京・阿佐ヶ谷ロフトA）[36]

### 書籍
- やっぱり熟女がいちばんでした。（2018年2月28日、KADOKAWA、著作：しみけん) - しみけんと白木の対談を収録。ISBN 978-4-04-106218-0

### 雑誌
- 実話大報 2012年1月号（ジーオーティー）- 表紙
- 漫画ローレンスR45 2012年9月号（富士美出版）- 「爛熟グラビア － 伊織涼子、吉川伶子、白木優子」
- 増刊大衆 2012年11/27号（双葉社）- グラビア「白木優子 美魔女36歳 ｢限界｣ エロス」
- 週刊アサヒ芸能 2012年12/27号（徳間書店）- グラビア「密会 － 待ちきれない36歳の愛人 白木優子」

- 実話時報ゴールデン 2013年11月号（竹書房）- 「AV界の美魔女列伝 白木優子さん (36歳)」

- メガベッピン 2014年6月号（ジーオーティー）- 「イキまくる美魔女特集」

- 週刊ポスト 2016年1/22号（小学館）- 「艶色美熟女図鑑 白木優子さん 39歳」
- 週刊ポスト 2016年1/29号（小学館） - 「艶色美熟女図鑑 白木優子さん 39歳」
- 週刊ポスト 2016年2/5号（小学館）- 「艶色美熟女図鑑 白木優子さん 40歳」
- 週刊ポスト 2016年2/12号 （小学館） - 「艶色美熟女図鑑 白木優子さん 40歳」
- FLASH 2016年9/13号（光文社）- 「白木優子 不倫逃避行ヘアヌード」

- 実話大報 2017年5月号（ジーオーティー）- 表紙

- 週刊実話 2018年3月1日号（日本ジャーナル出版）- 袋とじ「白木優子 木漏れ日に誘われて」
- 週刊実話 2018年7月5日号（日本ジャーナル出版）- グラビア「白木優子 人妻の誘い」
- 週刊アサヒ芸能 2018年8/30号（徳間書店）- 「芳醇AV女優の濃量「アソコ秘話」女子会 翔田千里×白木優子×片瀬仁美」
- 週刊実話 2018年11月8日号（日本ジャーナル出版）- グラビア「白木優子 みだらな密会」
- 週刊実話 2018年11月29日号（日本ジャーナル出版）- 袋とじ「白木優子 奥さまは痴女」

- 週刊実話 2019年1月24日号（日本ジャーナル出版）- 袋とじ「人気AV女優 究極の名器18穴　川上ゆう・白木優子・吉沢明歩 etc…」
- 週刊実話 2019年2月14日号（日本ジャーナル出版）- グラビア「白木優子 ミニスカ挑発」
- 週刊実話 2019年6月20日号（日本ジャーナル出版）- 袋とじ「白木優子 人妻露出温泉」
- 週刊実話 2019年9月12日号（日本ジャーナル出版）- グラビア「白木優子 人妻不倫旅行」
- 実話BUNKA超タブー 2019年12月号（コアマガジン）- 袋とじ「北条麻紀・篠田ゆう・大島優香・瞳リョウ・白木優子他 美熟女女優11人の蒸れた女性器」

- 週刊実話 2020年2月20日号（日本ジャーナル出版）- 袋とじ「白木優子 美熟女のご奉仕ヌード」
- 週刊実話 2020年3月12日号（日本ジャーナル出版）- 袋とじ「白木優子 春を愛する熟女」
- 週刊実話 2020年5月7・14日合併号（日本ジャーナル出版）- グラビア「白木優子 白昼不倫」
- 週刊実話 2020年8月20・27日合併号（日本ジャーナル出版）- グラビア「白木優子 妖艶熟女と真夏の情事」
- 週刊実話 2020年11月26日号（日本ジャーナル出版）- 袋とじ「白木優子 ぬくもりをあなたに…」

- 週刊実話 2021年1月21日号（日本ジャーナル出版）- グラビア「美熟女優5人「私の濃密エロ宣言」 白木優子、木下凛々子、加藤ツバキ etc.」
- 週刊大衆 2021年1/25号（双葉社）- 「JULIA／河合あすな／美谷朱里／稲場るか／白木優子／本庄鈴／伊藤舞雪／天使もえ／山岸逢花 etc.人気AVスター15人｢アソコの秘密&新春SEX｣告白」
- 週刊実話 2021年4月22日号（日本ジャーナル出版）- 袋とじ「白木優子 女将のやわ肌」
- 週刊実話 2021年6月3日号（日本ジャーナル出版）- グラビア「白木優子 人妻の濡れた鍵穴」
- 週刊大衆 2021年6/21号（双葉社）- 「カリスマ女優・白木優子&JULIA ｢クリ昇天｣ インタビュー!」
- 週刊大衆 2021年10/4号（双葉社）- 「人気AV女優15人 ｢赤面SEX&アソコの秘密｣ 激白」

- 週刊実話 2022年1月6・13日号（日本ジャーナル出版）- グラビア「白木優子 熟れ妻の昼下がり」